# Geste
Pour les articles homonymes, voir Geste (homonymie).

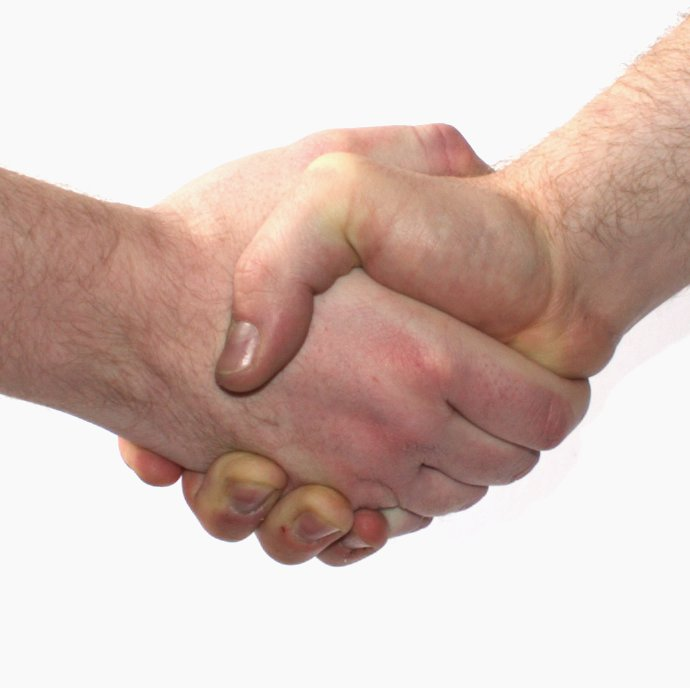
Poignée de main, geste universel de salutation et d'accord non verbal.

Un geste est un signe manuel ou corporel qui permet d'illustrer les mots du langage, de les compléter ou de les appuyer.
Le geste peut aussi être utilisé pour remplacer la parole. On distingue différentes catégories de gestes : certains apportent une information sur le message (par exemple en l'illustrant, en soulignant un point-clef). D'autres apportent plutôt des indices sur les intentions ou émotions du locuteur (par exemple s'il est embarrassé). Les gestes forment une partie importante du langage corporel.
Le geste est l'un des éléments de base du mime (théâtre du geste).
L'analyse des gestes considérés comme moyens délibérés et organisés d'expression en tant que communication non verbale, est une discipline appelée gestique ou gestuologie,.